# Peperomia mameiana
Peperomia mameiana är en pepparväxtart som beskrevs av C. Dc.. Peperomia mameiana ingår i släktet peperomior, och familjen pepparväxter. Inga underarter finns listade i Catalogue of Life.